# Svesjtari
Svesjtari (Bulgaars: Свещари) is een dorp (село) in de Bulgaarse oblast  Razgrad. Het dorp ligt in de gemeente Isperich en telde op 31 december 2019 zo’n 583 inwoners, vooral Bulgaarse Turken (77%). De afstand tussen de Bulgaarse hoofdstad Sofia en het dorp Svesjtari is 303 kilometer.

## Bevolking
In de periode 1934-2020 is de bevolking van Svesjtari langzaam maar geleidelijk afgenomen. Per 31 december 2019 telde het dorp 583 inwoners, hetgeen ongeveer een derde van het oorspronkelijke inwonersaantal was.
| Inwonersaantal | 1.739 | 1.687 | 1.618 | 1.477 | 1.355 | 1.180 | 934 | 726 | 645 | 583 |

De Turken (486 personen, oftewel 76,7%) vormen de grootste etnische groep, gevolgd door etnische Bulgaren (144 personen, oftewel 22,7%).

## Bezienswaardigheden
In de buurt van het dorp bevindt zich het Thracisch graf. 